# Sommer-Paralympics 2008/Teilnehmer (Myanmar)
| stlisierte Goldmedaille | stlisierte Silbermedaille | stlisierte Bronzemedaille |
| ----------------------- | ------------------------- | ------------------------- |
| —                       | —                         | —                         |

Myanmar nahm mit drei Sportlern an den Sommerparalympics 2008 im chinesischen Peking teil.
Fahnenträger war Myint Win. Das beste Ergebnis der Athleten erreichte der Leichtathlet Win Naing im Speerwerfen der Klasse F57/58 mit einem zwölften Platz.

## Teilnehmer nach Sportarten

### Leichtathletik
Männer
- Win Naing

### Schwimmen
Männer
- Naing Sit Aung
- Win San Aung